# Bambie Thug
Bambie Thug, właśc. Bambie Ray Robinson (ur. 6 marca 1993 w Macroom) – irlandzka wokalistka, zajmująca się piosenkarstwem i autorstwem tekstów. Osoba reprezentująca Irlandię w 68. Konkursie Piosenki Eurowizji (2024).

## Życiorys

### Wczesne lata
Urodziła się i dorastała w Marcoom w hrabstwie Cork; jest dzieckiem Irlandki i Szweda. W 2014 przeprowadziła się do Londynu.
W dzieciństwie zdiagnozowano u niej ADHD. Uczęszczała na zajęcia baletowe do szkoły Coláiste Stiofáin Naofa w Cork i Urdang Academy w Londynie, jednak po złamaniu ręki zmieniła kierunek studiów artystycznych na teatr muzyczny, co było jej pierwszym zetknięciem z muzyką.

### Kariera
Po ukończeniu studiów związała się z agencją talentów, jednak zerwała z nią kontrakt, ponieważ chciano, by zmieniła gatunek tworzonej przez siebie muzyki na bubblegum pop. Autorstwo piosenki przypisano jej po raz pierwszy w 2020 jako artystka gościnna w utworze „Mean” z Fike and Fabrich. W marcu 2021 wydała swój debiutancki singel „Birthday”, który napisała w okresie, w którym była uzależniona od narkotyków. W tym samym roku wydała jeszcze trzy single: „Psilocyber”, „P.M.P” i „High Romancy” – pierwszy i ostatni z nich służyły również jako utwory tytułowe EP-ek.

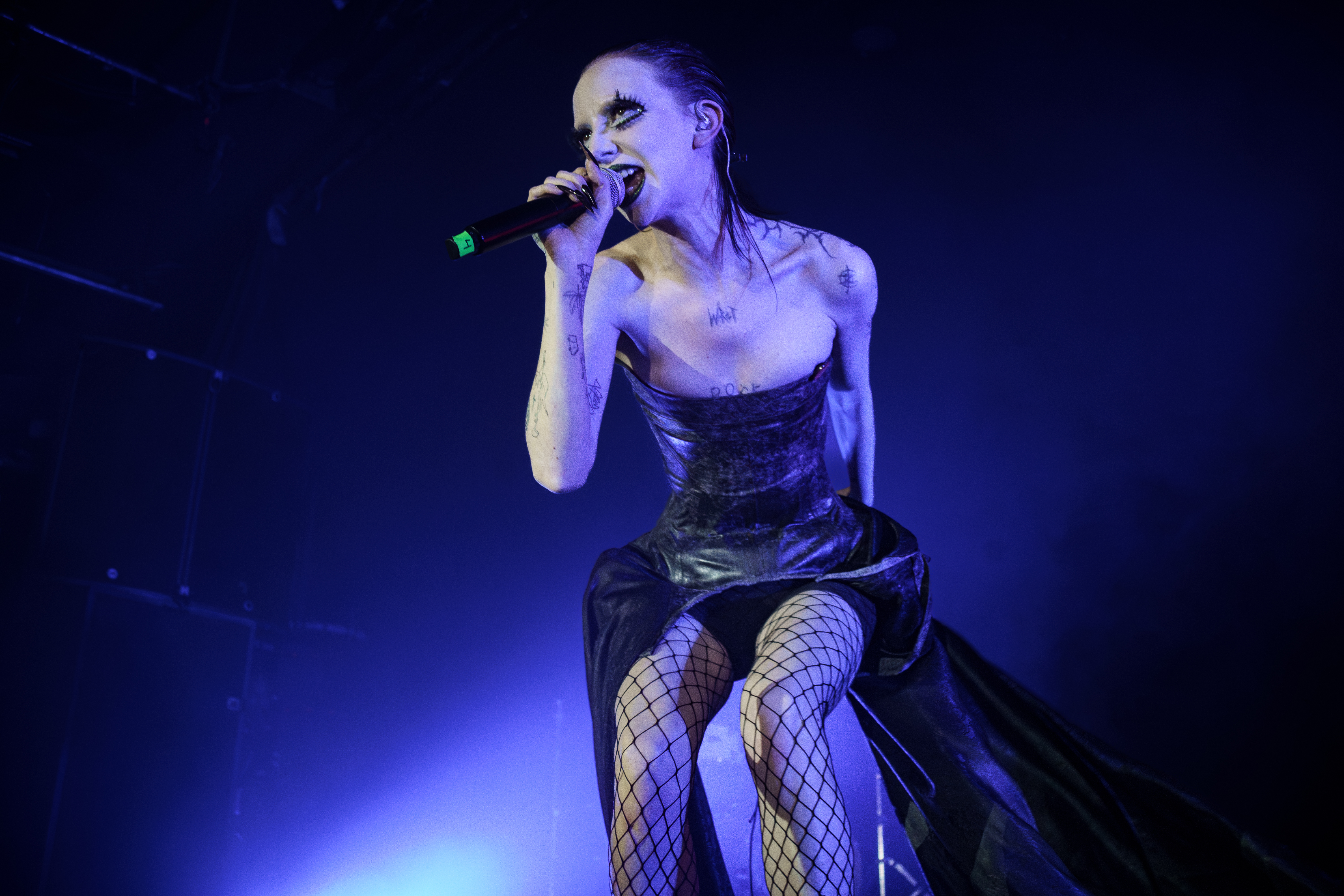
Bambie Thug podczas PrePartyES w Madrycie (2024)

Tworząc muzykę, „nie ma nic na myśli”, dlatego swoją twórczość określa mianem „ouija-pop”, który jest gatunkiem synkretycznym, nieograniczającym się do jednego stylu muzyki i łączącym w sobie wiele różnych gatunków. Jedną z jej głównych muzycznych inspiracji jest niechęć do trzymania się jednego stylu lub gatunku; w wywiadzie dla NME stwierdziła, iż „artystycznie może stworzyć wszystko”. 
W październiku 2023 wydała EP-kę pt. Cathexis, którą zainspirowała zamiłowanie Robinson do teatru muzycznego. W styczniu 2024 z piosenką „Doomsday Blue” zwyciężyła w finale programu Eurosong 2024, uzyskując tym samym prawo do reprezentowania Irlandii w 68. Konkursie Piosenki Eurowizji w Malmö. Jej zwycięstwo przyciągnęło uwagę mediów, a sama artystka i utwór były krytykowane przez irlandzkie osobistości prawicowe. 7 maja 2024 wystąpiła w pierwszym półfinale i awansowała do finału. 11 maja wystąpiła jako dziesiąta w kolejności startowej i zajęła 6. miejsce zdobywszy łącznie 278 punktów, w tym 142 pkt od jury (6. miejsce) oraz 136 pkt od widzów (6. miejsce).

## Życie prywatne
Uważa się za osobą niebinarną i używa angielskich zaimków they/them. W wywiadzie dla Gay Times stwierdziła: „lubię być częścią fajnej, wschodzącej sceny [muzycznej] queer. Nie doświadczyłam tego, gdy dorastałam, dlatego ważne jest, aby mieć ludzi, z którymi możesz się nawiązać i mieć muzykę, która do ciebie przemawia i pozwala więcej wolności bycia sobą”. Robinson praktykuje neopogańskie czary, zwłaszcza magię sigli i manifestacji. Przyznała się także do uprawiania czarów krwi w trakcie menstruacji.

## Dyskografia

### Minialbumy
| Rok  | Dane dot. albumu                                                                                            |
| ---- | --- |
| 2021 | Psilocyber - Wydany: 14 maja 2021 - Wytwórnia: Unity Records - Format: digital download, streaming          |
| 2021 | High Romancy - Wydany: 27 października 2021 - Wytwórnia: Smol Records - Format: digital download, streaming |
| 2023 | Cathexis - Wydany: 13 października 2023 - Wytwórnia: Haus of Thug - Format: digital download, streaming     |

### Single

#### Jako główna artystka
| Rok  | Tytuł                                            | Album        |
| ---- | ------------------------------------------------ | ------------ |
| 2021 | „Birthday”                                       | Psilocyber   |
| 2021 | „P.M.P”                                          | High Romancy |
| 2022 | „Kawasaki (I Love It)”                           | –            |
| 2022 | „Headbang”                                       | –            |
| 2022 | „Tsunami (11:11)”                                | –            |
| 2022 | „Merry Christmas Baby”                           | –            |
| 2023 | „Egregore”                                       | –            |
| 2023 | „Careless”                                       | Cathexis     |
| 2023 | „Last Summer (I Know What You Did)” (oraz Jinka) | Cathexis     |
| 2023 | „Doomsday Blue”                                  | Cathexis     |
| 2024 | „Hex So Heavy”                                   | –            |
| 2024 | „Fangtasy”                                       | –            |

#### Jako gość
| Rok  | Tytuł                                             | Album |
| ---- | ------------------------------------------------- | ----- |
| 2020 | „Mean” (Fike and Fabrich, gościnnie: Bambie Thug) | –     |